# Влияние пандемии COVID-19 на вооружённые силы
Влияние пандемии COVID-19 на вооружённые силы — воздействие Ковид-19 и его пандемии на вооружённые силы (армию, авиацию, флот и так далее), то есть на военную сферу в мире.
Пандемия COVID-19 оказала значительное влияние на военную сферу в различных государствах мира. Многие учения и мероприятия по военной подготовке были отложены или отменены.

## Обзор

### Азия
27 февраля Южная Корея и Соединённые Штаты Америки отменили совместные военные учения, запланированные на март 2020 года.

### Западная Европа
11 марта Вооружённые силы Норвегии отменили учения Cold Response 20, в которых планировалось задействовать личный состав НАТО и союзников.
Во время первой волны пандемии в Италии Вооружённые силы Италии работали с центральным правительством, чтобы снабжать гражданское здравоохранение и обеспечивать материально-техническую поддержку по всей стране.
25 марта президент Франции Эмманюэль Макрон начал операцию «Устойчивость», чтобы дать возможность французским вооружённым силам оказать поддержку гражданам во время пандемии во Франции и заморских территориях Франции.

### Северная Америка

#### США

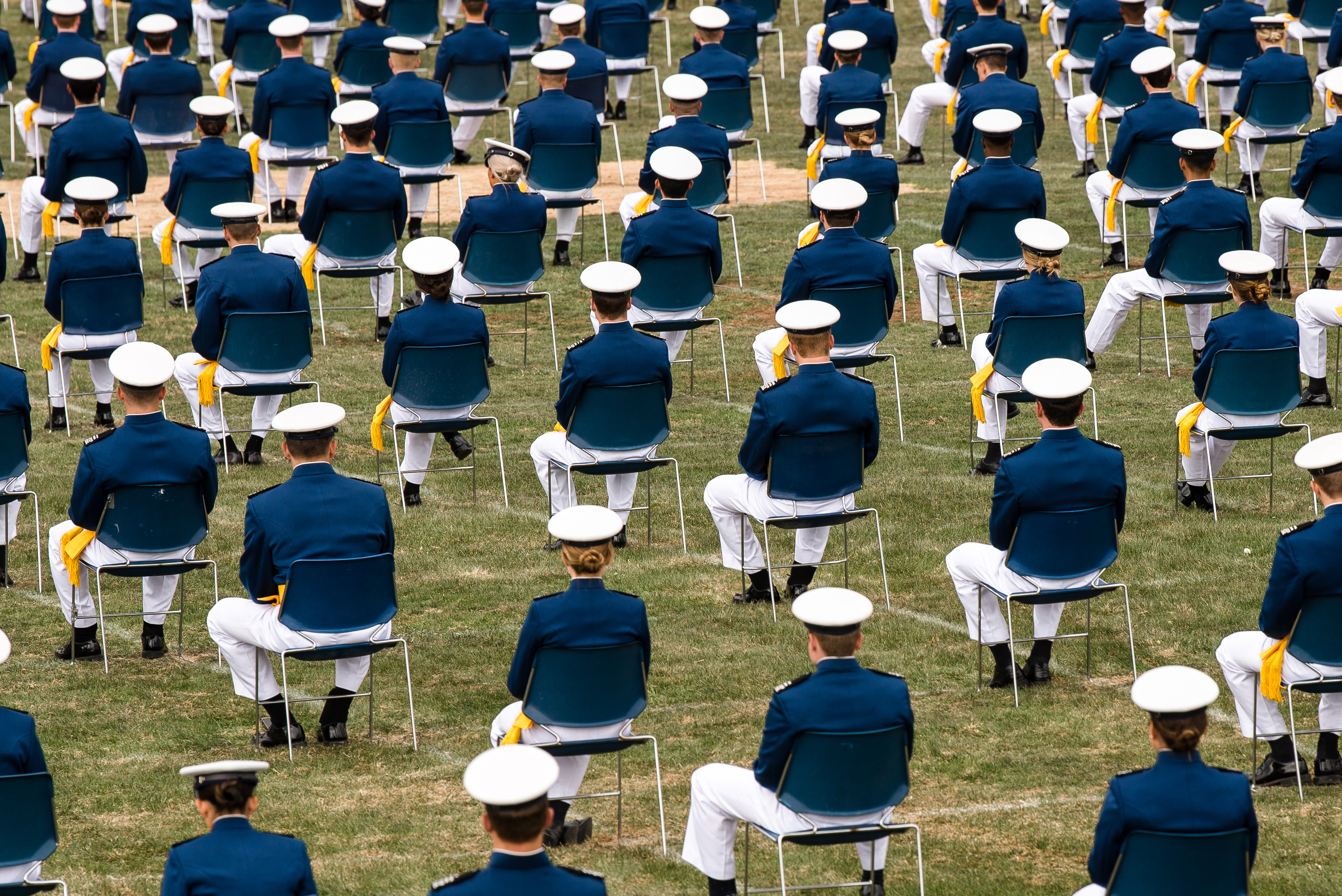
Кадеты Академии ВВС США соблюдают социальное дистанцирование во время своей выпускной церемонии, 18 апреля 2020 года

16 марта Национальная ассоциация оборонной промышленности США отменила отраслевую конференцию сил специальных операций 2020 года, запланированную на май 2020 года. 25 марта Министерство обороны США запретило размещение военнослужащих на 60 дней для смягчения распространения вируса. 27 марта Соединённые Штаты Америки отменили крупномасштабные учения с участием тысяч военнослужащих на Филиппинах, которые были запланированы на май 2020 года. 6 апреля вооружённые силы США в Японии объявили чрезвычайную ситуацию в области общественного здравоохранения на базах, расположенных на равнине Канто. В мае 2020 года Министерство обороны выпустило меморандум, запрещающий перенёсшим COVID-19 поступать на военную службу. В июне 2020 года ВМС США разработали руководство по борьбе с COVID-19 и безопасному развёртыванию с минимальными усилиями.

#### Вывод войск США из Ирака
20 марта 2020 года CJTF-OIR подтвердила, что некоторая часть войск будут выведена из Ирака из-за пандемии.

## Инфекция

### Военные базы

#### Индия
INS Angre
18 апреля 2020 года было объявлено, что у 21 моряка, находящегося на военно-морской базе INS Angre в Мумбаи, был положительный результат на коронавирус. Большинство случаев были бессимптомными, и распространение предположительно исходило от моряка, у которого был положительный результат теста 7 апреля.

#### Великобритания
Акротири и Декелия
15 марта были подтверждены первые два случая заболевания в Акротири и Декелии.

#### США

##### Военно-морская база Гуантанамо
24 марта был подтверждён первый случай заболевания на военно-морской базе Гуантанамо.

##### Войска США в Корее
26 февраля было подтверждено, что первый случай распространился на Кэмп Хамфрис.
По состоянию на 22 апреля в общей сложности 22 случая SARS-CoV-2 были лабораторно подтверждены на базах вооружённых сил США в Корее: 10 на базах Кэмп Хамфрис, 8 на базах в Тэгу и провинции Кёнсан-Пукто (Кэмп Кэрролл, Кэмп Генри и Кэмп Уолкер), 3 на авиабазе Осан и 1 в Кэмп-Кейси.

### Военные суда
Пандемия COVID-19 распространилась на ряд военно-морских судов; для таких кораблей характерны работа с другими в небольших закрытых помещениях и отсутствие личных помещений для подавляющего большинства экипажа, что способствовало быстрому распространению болезни, даже больше, чем на круизных лайнерах.